# Кораллов, Марлен Михайлович
Марлен Михайлович Кораллов (20 июля 1925, Москва — 10 декабря 2012, Москва) — узник ГУЛАГа, литературовед, публицист, общественный деятель.

## Биография
Родился в семье героя Гражданской войны, окончившего затем Горную академию.
В июне 1937 года отец был арестован, в 1938 году была арестована и мать Марлена. 
Из-за сильной близорукости не подлежал призыву в армию во время Великой Отечественной войны.
В 1947 году окончил филологический факультет МГУ. 
18 марта 1949 года был арестован по доносу сослуживца Юрия Грачевского, содержался в Лефортовской тюрьме. 1 марта 1950 года был приговорен к 25 годам лагерей по обвинению в «террористических намерениях в отношении Сталина» (ст. 19, ст. 58-8, 58-10, 58-11 УК РСФСР).
Был этапирован сначала в Песчанлаг (Майкудук), затем содержался в Камышлаге и Степлаге (Кенгир, Джезказган). Принимал участие в Кенгирском восстание заключённых в мае-июне 1954 года. В 1955 году был реабилитирован и освобожден.
После освобождения жил в Москве, работал в журнале «Литературное обозрение», сотрудничал с «Краткой литературной энциклопедией».
Валерий Семеновский вспоминал:

Один из бывших зэков, Марлен Кораллов, однажды пришел в редакцию и увидел там человека, который на него донес. Не говоря ни слова, Кораллов, физически очень сильный, схватил доносчика в охапку, проволок по лестнице до первого этажа и дал такого пинка, что тот вылетел прямо на мостовую, на Кузнецкий Мост. Марлен был марксист. Из тех, кто был убежден, что надо восстанавливать ленинские нормы. 

В конце 1950-х годов Кораллов получил доступ к доставленному в Москву архиву Карла Либкнехта и по этим материалам написал биографию Розы Люксембург, которая была опубликована в Италии. Перевел и подготовил к печати ряд работ о литературе и искусстве Клары Цеткин (О литературе и искусстве. М., 1958), Розы Люксембург (О литературе. М., 1961), Карла Либкнехта (Мысли об искусстве. М., 1971)
В 1968 году стал членом Союза писателей СССР. В 1977 году в МОПИ защитил кандидатскую диссертацию по филологии на тему «Эстетические и литературно-критические взгляды Карла Либкнехта». 
Публиковал критические и публицистические статьи и рецензии в журналах «Новый мир» (1956–69, 1985–88), «Знамя» (1989), «Иностранная литература», «Дружба народов», «Театр» и других. Участвовал в подготовке изданий в серии «История эстетики в памятниках и документах», в подготовке коллективных трудов «История эстетической мысли: Становление и развитие эстетики как науки» (1985–90. Т. 1–6), «Литература Германии» (1984).
В 1966 году собирал подписи под открытым письмом 25 деятелей советской науки, литературы и искусства против реабилитации Сталина. 
В конце 1980-х годов стал одним из основателей общества «Мемориал», был членом правления московского «Мемориала», членом редколлегии издательской программы «Мемориала», участвовал в подготовке сборников «Право народов на самоопределение: идея и воплощение» (1997); «Пленник эпохи. Памяти Л.Э. Разгона» (2002); «Театр ГУЛАГа. Воспоминания, очерки» (1995); «Выход из лабиринта» (1994).
Посмертно были изданы его мемуары «Антиконтра: История "сталинского" зэка» (Критика. – М.:Логос, 2014. – 646 с.)